# Хиган
Хиган (яп. 彼岸, «другой берег») — буддийский японский праздник, отмечается ежегодно во время весеннего и осеннего равноденствия. Начинает праздноваться за три дня до равноденствия и заканчивается тремя днями после. Хиган, наравне с Новым годом зимой и фестивалем Бон летом, является праздником почитания предков, во время него совершаются поминальные службы.

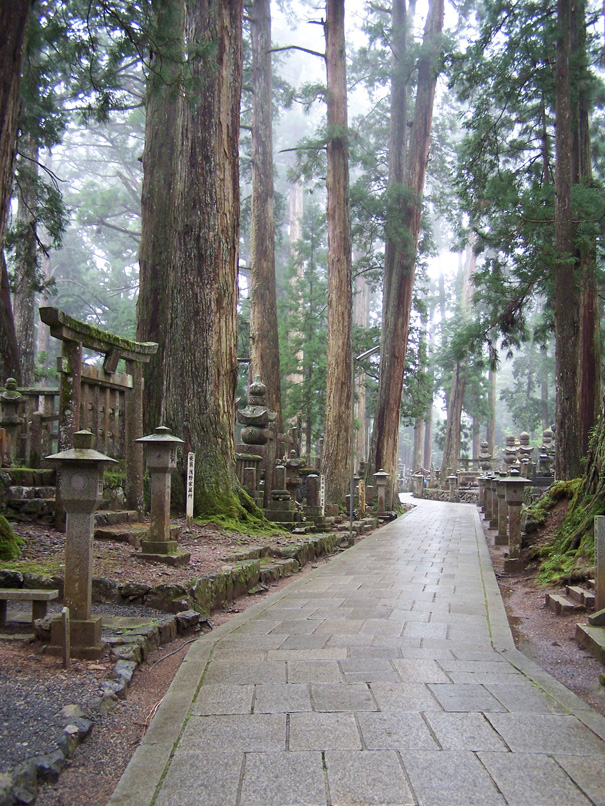
Хиган — время поминания предков

По буддистским верованиям загробный и земной миры разделены рекой Сандзу. Река состоит из иллюзий, страданий и печали, лишь тот, кто сможет победить все искушения, встречавшие его на жизненном пути, сможет попасть на противоположный берег и обрести просветление. В Хиган проводят различные обряды, призванные помочь душе преодолеть путь с запада, от мира «смятения и беспорядка», на восток, в мир «просветления». Недели Хигана, видимо, были приурочены к дням равноденствия, потому что в этот период день равен ночи, и солнце встаёт ровно на востоке. В Японии существует пословица: «Жара и холод заканчиваются в Хиган» (яп. 暑さ寒さも彼岸まで), которая означает смену сезонов, японцы надеются, что холодная зима и жаркое лето отступят во время посещения могил.
Традиция проводить религиозный обряд в дни равноденствия берёт начало от правления принца Сётоку. За семь дней Хигана все семьи, включая императорскую, посещали храмы и семейные кладбища, совершали обряды поминания. Приводили в порядок могилы, усопшим приносили свежие цветы и специальную еду, совершали молебствие, зажигали курения, потом устраивали на кладбище нечто похожее на пикник. Ритуал приготовления пищи мёртвым породил обычай угощать специальной едой друзей и соседей. Мясо во время Хигана не едят. Основной рацион состоит из мягких, покрытых сладковатой бобовой пастой рисовых колобков, называемых «о-хаги», и ботамоти (яп. 牡丹餅 «пионовые моти»): и то, и то — рисовые лепешки, завёрнутые в тесто из бобов адзуки, по цвету похожие на пион; а также гомокудзуки — риса с овощами и приправами.
Недели Хигана не являются государственными праздниками, в то время как дни равноденствия являются официальными государственными праздниками и выходными. Они стали государственными праздниками в период Мэйдзи. В то время дни равноденствия были прежде всего Осенними (яп. 秋季 сю:ки) и Весенними (яп. 春季 сюнки) праздниками поминания предков императорского рода (яп. 皇霊祭 ко:рэйсай). После поражения во Второй мировой войне дни равноденствия стали рассматриваются как праздники поклонения предкам всех людей. В 1948 году был принят новый закон о государственных праздниках, он описывает их следующим образом:
- День весеннего равноденствия (яп. 春分の日 сюмбун-но хи) — день «Прославления природы и проявления любви к живым существам»[3]. В разные годы отмечается либо 20 марта, либо 21 марта.
- День осеннего равноденствия (яп. 秋分の日 сю:бун-но хи) — день «Почитания предков, сохранения памяти об умерших»[3]. В 2000—2010 годах отмечался 23 сентября, с 2012 по 2044 год в високосные годы отмечается 22 сентября, в остальные годы 23 сентября.

На Хиган дни равноденствия также называют Тюнити (яп. 中日 тю:нити, «средний день»), так как они расположены в середине празднования.